# Авамі Ліг
Авамі Ліг (бенг. বাংলাদেশ আওয়ামী লীগ) — лівоцентристська політична партія Бангладешу, була заснована в Дацці, колишній столиці Східного Пакистану, 1949 року.

## Історія
Серед засновників партії були бенгальські націоналісти — Маулана Абдул Хамід Хан Башані, Шамсул Хук та Хусейн Шахід Сухраварді. Авамі Ліг була створена як бенгальська альтернатива до панівної в Західному Пакистані, Мусульманської ліги.
Партія швидко завоювала масову народну підтримку в Східному Пакистані, та зрештою очолила боротьбу бенгальців за незалежність. Під керівництвом Муджибура Рахмана Авамі Ліг перемогла у війні за незалежність Бангладеш. Після утворення незалежної держави Бангладеш Авамі Ліг виграла нові загальні вибори 1973 року, але після убивства Муджибура Рахмана була усунута від влади 1975 року. Інших партійних керівників було розстріляно чи кинуто до в'язниці. Після відновлення демократії 1990 року Авамі Ліг знову стала одним з головних гравців у політиці Бангладеш.